# Latvijas PSR čempionāts futbolā 1950
L'edizione 1950 del massimo campionato di calcio lettone fu la 6ª come competizione della Repubblica Socialista Sovietica Lettone; il titolo fu vinto dall'AVN, giunto al suo primo titolo con l'attuale formula.

## Formato
Il campionato era formato da diciassette squadre che si incontrarono in girone di andata e ritorno per un totale di 34 turni e 32 giornate; erano assegnati due punti alla vittoria, un punto al pareggio e zero per la sconfitta.

## Classifica finale
|                        | Pos. | Squadra             | Pt | G  | V  | N | P  | GF  | GS  | DR   |
| ---------------------- | ---- | ------------------- | -- | -- | -- | - | -- | --- | --- | ---- |
| RSS Lettone (bandiera) | 1.   | AVN Riga            | 62 | 32 | 30 | 2 | 0  | 139 | 9   | +130 |
|                        | 2.   | Sarkanais Metalurgs | 57 | 32 | 27 | 3 | 2  | 122 | 18  | +104 |
|                        | 3.   | VEF Riga            | 53 | 32 | 26 | 1 | 5  | 104 | 27  | +77  |
|                        | 4.   | Daugava Daugavpils  | 39 | 32 | 15 | 9 | 8  | 41  | 33  | +8   |
|                        | 5    | Vulkans Kuldiga     | 37 | 32 | 16 | 5 | 11 | 44  | 45  | -1   |
|                        | 6    | PAK Zhmylov         | 34 | 32 | 15 | 4 | 13 | 73  | 28  | +45  |
|                        | 7.   | PAK Kasatkin        | 31 | 32 | 14 | 3 | 15 | 68  | 57  | +11  |
|                        | 8.   | RVR Riga            | 31 | 32 | 14 | 3 | 15 | 55  | 73  | -18  |
|                        | 9.   | Dinamo Ventspils    | 31 | 32 | 14 | 3 | 15 | 38  | 68  | -30  |
|                        | 10.  | Dinamo 7 RK Riga    | 27 | 32 | 11 | 5 | 16 | 54  | 55  | -1   |
|                        | 11.  | Daugava Dobele      | 23 | 32 | 7  | 9 | 16 | 53  | 114 | -61  |
|                        | 12.  | DzSK Riga           | 23 | 32 | 9  | 5 | 18 | 35  | 86  | -51  |
|                        | 13.  | Spartak Riga        | 22 | 32 | 7  | 8 | 17 | 40  | 70  | -30  |
|                        | 14.  | Dinamo Rēzekne      | 21 | 32 | 9  | 3 | 20 | 14  | 62  | -48  |
|                        | 15.  | Dinamo Valmiera     | 19 | 32 | 5  | 9 | 18 | 23  | 72  | -49  |
|                        | 16.  | Spartak Talsi       | 18 | 32 | 6  | 6 | 20 | 33  | 85  | -52  |
|                        | 17.  | Dinamo Riga         | 16 | 32 | 7  | 2 | 23 | 40  | 74  | -34  |